# 高槻七宝
高槻七宝（たかつきしっぽう）は、江戸中期～明治初年頃にかけて京都で作られた七宝器のこと。

## 概要
江戸中期頃の七宝の記録は乏しく、高槻七宝は文書史料上で確認することができる数少ない事例の１つである。
明治33（1900年）の京都府の調査によれば、「京都五条坂に高槻某なるものありて泥絵の具を用い襖の引手、釘隠し、掛物の軸など製出し、連綿七代続くも明治初年（1868年）の頃断絶してその跡を尋ねる由なし。今に至るまで高槻七宝と人が口にするもの即ちこれなり。」とあり、その技や釉薬、職人らがその後どのようになったかは明らかではない。また、江戸期の七宝は京町屋などにも残っており、今日も骨董品店などで見ることができるが、いわゆる高槻七宝にあたるものが厳密にどのような作風のものであるかは判然としていない。
明治初年の頃には、明治維新及びいわゆる東京奠都があり、武家や公家屋敷などの七宝器を手掛けていた高槻七宝は大打撃を受けたと推測される。一説によれば明治を待たず文久年間（1861～64）の頃に絶えたとも推測されているが、これを裏付ける根拠は示されていない。あるいは、京都で七宝は「七宝流しの法」と呼ばれ、金工の一環で手掛けられてきたことから、少なくとも七宝を施すことを念頭においた鋳物制作の技術などは金工師らにより受け継がれたと考えられている。
このことは、慶応元年（1865年）に創業した下京区富小路の鋳物商吉田安兵衛が後に各種博覧会に象嵌七宝を施した鋳造銅器を出品していることや、
明治27年（1894年）に横井時冬が著書の中で、「嘉長はまた七宝流しの法をも心得たりとみえ」と、江戸初期の鋳物工嘉長が七宝を手掛けていた様子を記載していることなどからも垣間見える。
この頃の沿革に関する京都府の調査によると、明治5年から金工の品とは異なる新たな七宝器が京都で生産されるようになったことが記録されている。
これは、高槻七宝のような国内向けの金属工芸ではなく、海外向け工芸品の輸出産業とでもいうべきもので、明治3年（1870年）に開所した京都舎密局や、明治4年（1871年）に設けられた勧業場にみられるような官庁の指導が背景にある。具体的には、銅器七宝が明治5年から、陶器七宝が明治7年から、平戸七宝が明治18年から産出されたと記録されており、明治3年に勧業場職員の天野某が陶工錦雲軒尾崎久兵衛に七宝技術を伝えたという説もある。また、その頃すでに七宝の生産地だった尾張からの来訪者についても記録が残っており、「明治5年（1872年）、尾張国海東郡遠島村の桃井義三郎が京都に来て、後藤文造と河原町三条上る加賀屋敷にて七宝会社を創立した。しかし、資金繰りが悪化して一旦閉鎖。大井善蔵と再び会社を興すがそれも同年7～8月頃には解散してしまう。七宝製法を多少習得していた水谷龍造がこれを惜しみ、更に七宝会社を興すも翌明治6年8月閉場した。」とある。短い期間ではあるが桃井義三郎なる者が京都で七宝に関わったと思われる。
名古屋の七宝焼起源碑には、「桃井英升伝並河靖之　是西京七宝焼之祖」と記載されており、これが通説となっている。確かに碑によれば「七宝焼」という呼称は尾張発祥と思われるが、「並河靖之の帝室技芸員履歴」、「並河家の回想録」、「当時の雑誌」、「京都府が調査した物産調」など京都に残る資料を見る限り、桃井英升(えいしょう)ないし義三郎から並河に技術が伝授されたことを裏付ける記録は見あたらない。七宝は当時有望な輸出産業であったので、その製法は商売の成否にかかわる重要な企業秘密である。常識的に考えるとこれが簡単に伝授されるとは考え難い。